# いつみても平平凡凡
『いつみても平平凡凡』（いつみてもへいへいぼんぼん）は、1991年4月7日から1992年3月15日まで日本テレビ系列局で毎週日曜 9:30 - 10:25に放送されていた、父親をテーマにしたトーク番組。逸見政孝の冠番組でもある（後述）。

## 概要
『いつみても波瀾万丈』の前身番組で、逸見政孝・間寛平・仁科扶紀が司会を務めた。
後身番組にも引き続きタイトルに付けられることになる「いつみても」は、逸見の名字「いつみ」から取ったものである。
番組序盤では、日本各地の父親に「こんな父親でありたい」「父として」「父親の長所・短所」といったテーマで街頭インタビューをする「父親データバンク」というコーナーを放送。番組本編にあたる中盤では、ゲスト家族あるいはゲストの父親の家族に最初に登場してもらい、父親のイラストを紹介した後に本人を呼んだ。その後はVTRを交えながらのトークで、彼らの父親としての素顔や様々な人間模様を明かしていた。逸見・寛平・仁科それぞれの家族もゲスト扱いで出演したことがある（仁科の父親は川谷拓三、また逸見の回は『波瀾万丈』の追悼特番でも放送された）。そして終盤では、商品獲得を賭けたゲームと家族による作文の朗読が行われた。このゲームでは、寛平の手元に「ジョーカー」的な存在のイラストカードがあった。

## エンディングテーマ
「あなただけを」
- 作詞：大野真澄／作曲：常富喜雄／編曲：明石昌夫／歌：かんコーラ（間寛平&葉月コーラ）
- 原曲はあおい輝彦の楽曲。

## 補足
スポンサー契約上の前番組は『スポーツジョッキー 中畑クンと徳光クン → 中畑&徳光のスポーツ熱中宣言』。セールスは番組開始当初は1時間通しだったが、途中から番組前半のみがネットワークセールスで、後半以降はローカルセールスへと分離された。この体制は『誰だって波瀾爆笑』放送期間中の2011年3月まで続いた。
| 日本テレビ系列 日曜日9時台後半枠           | 日本テレビ系列 日曜日9時台後半枠 | 日本テレビ系列 日曜日9時台後半枠 |
| 前番組                                     | 番組名                           | 次番組                           |
| ------------------------------------------ | -------------------------------- | -------------------------------- |
| 小朝の地球時代 【90分繰り下げて継続】      | いつみても平平凡凡               | いつみても波瀾万丈 ※9:30 - 10:25 |
| 日本テレビ系列 日曜日10:00 - 10:25枠       |                                  |                                  |
| 中畑&徳光のスポーツ熱中宣言 ※10:00 - 10:55 | いつみても平平凡凡               | いつみても波瀾万丈 ※9:30 - 10:25 |